# Паралімпійський комітет Росії
Паралімпійський комітет Росії (ПКР) — загальноросійська громадська організація, що займається підготовкою виступу збірних команд інвалідів Росії на Паралімпійських іграх, інших міжнародних змаганнях.
ПКР направляє спортсменів на змагання (включаючи Паралімпійські ігри), здійснює класифікацію (відповідність спортсменів вимогам), організовує виступ спортсменів на змаганнях.

## Історія
Паралімпійський комітет Росії було створено 5 січня 1996 року. В результаті об'єднання зусиль юридичних та фізичних осіб — активних членів спорту інвалідів був сформований Паралімпійський комітет Росії і прийнятий його статут.
Олександр Неумивакін (Президент Всеросійського товариства сліпих) був обраний першим головою ПКР.
У 1997 році на позачергових зборах був обраний Президент ПКР. Ним став Володимир Лукін, який і до цього дня очолює ПКР.
У 2012 році за підтримки Паралімпійського комітету Росії був створений соціальний телеканал «Інва Медіа ТВ».

## Адреса
101000, м Москва, Тургенєвська пл., будинок № 2, 3-й поверх.

## Допінговий скандал
ПКР був дискваліфікований в серпні 2016 року, безпосередньо перед Іграми в Ріо-де-Жанейро . Причина — публікація доповіді Річарда Макларена про допінг у російському спорті. Через дискваліфікацію росіяни в повному складі пропустили Паралімпійські ігри 2016. На Паралімпіаду-2018 російські паралімпійці поїхали під нейтральним прапором.
Міжнародний паралімпійський комітет значний час обговорював «дорожню карту» для відновлення в правах ПКР . Протягом періоду відсторонення діяла робоча група, метою якої було виконання критеріїв.
8 лютого 2019 року Міжнародний паралімпійський комітет (МПК) ухвалив рішення відновити в правах Паралімпійський комітет Росії (ПКР). Амністія ПКР носить статус «умовно»: російська сторона повинна дотримуватись цілого ряду «післявідновлювальних» критеріїв . Умовне відновлення ПКР діє з 15 березня 2019 року. Навіть умовний статус відновлення не дає можливості виступати спортсменам під своїм прапором на міжнародних змаганнях.

## Керівництво ПКР
Президент ПКР — Лукін Володимир Петрович. Склав повноваження 30 березня 2021 року.
В. о. Президента ПКР (з 30 березня 2021), Голова Виконкому, Перший Віце-Президент ПКР — Рожков Павло Олексійович.
Генеральний Секретар ПКР — Строкін Андрій Олександрович.
Віце-президенти ПКР:
- Абрамова Лідія Павлівна.
- Євсєєв Сергій Петрович.
- Іванюженков Борис Вікторович.
- Смолін Олег Миколайович.
- Баталова Риму Акбердіновна.

Почесні Віце-президенти і члени Виконкому ПКР :
- Селезньов Лев Миколайович.
- Тарабикін Олександр Вікторович.
- Царик Анатолій Володимирович.

## Федерації ПКР
- Всеросійська Федерація осіб з ураженням опорно-рухового апарату (ПОДА)[12].
- Федерація спорту сліпих[13].
- Всеросійська Федерація футболу осіб із захворюванням церебральним паралічем[14].
- Всеросійська Федерація спорту осіб з інтелектуальними порушеннями[15].

## Спортивні змагання ПКР

### Спорт осіб з ураженням опорно-рухового апарату (УОРА)[16]

#### Літні дисципліни
- Академічне веслування
- Бадмінтон
- Баскетбол на візках
- Бочча
- Велоспорт
- Веслування на байдарках і каное
- Волейбол сидячи
- Кінний спорт
- Кульова стрільба
- Легка атлетика
- Настільний теніс
- Паратріатлон
- Паратхеквондо
- Пауерліфтинг
- Плавання
- Регбі на візках
- Стрільба з лука
- Теніс на візках
- Фехтування на візках
- Армреслінг (непаралімпійська дисципліна)
- Дартс (непаралімпійська дисципліна)
- Вітрильний спорт (непаралімпійська дисципліна)
- Спортивне орієнтування (непаралімпійська дисципліна)
- Танці на візках (непаралімпійська дисципліна)
- Футбол ампутантів (непаралімпійська дисципліна)
- Футбол спорту осіб із захворюванням ЦП (непаралімпійська дисципліна)
- Шахи (непаралімпійська дисципліна)
- Шашки (непаралімпійська дисципліна)

#### Зимові дисципліни
- Біатлон
- Гірськолижний спорт
- Керлінг на візках
- Лижні перегони
- Парасноуборд
- Следж хокей

### Спорт осіб з порушенням зору[17]

#### Літні дисципліни
- Велоспорт-тандем
- Голбол
- Дзюдо
- Легка атлетика
- Плавання
- Футбол
- Армреслінг (непаралімпійська дисципліна)
- Настільний теніс (непаралімпійська дисципліна)
- Пауерліфтинг (непаралімпійська дисципліна)
- Пригодницький туризм (непаралімпійська дисципліна)
- Самбо (непаралімпійська дисципліна)
- Торболе (непаралімпійська дисципліна)
- Футзал (непаралімпійська дисципліна)
- Шахи (непаралімпійська дисципліна)
- Шашки (непаралімпійська дисципліна)

#### Зимові дисципліни
- Біатлон
- Гірськолижний спорт
- Лижні гонки

### Спорт осіб з інтелектуальними порушеннями[18]

#### Літні дисципліни
- Легка атлетика
- Настільний теніс
- Плавання
- Академічне веслування (непаралімпійська дисципліна)
- Баскетбол (непаралімпійська дисципліна)
- Дзюдо (непаралімпійська дисципліна)
- Кінний спорт (непаралімпійська дисципліна)
- Теніс (непаралімпійська дисципліна)
- Міні-футбол (Футзал) (непаралімпійська дисципліна)
- Футбол (непаралімпійська дисципліна)
- Шосейний велоспорт (непаралімпійська дисципліна)

#### Зимові дисципліни
- Гірськолижний спорт (непаралімпійська дисципліна)
- Лижні перегони (непаралімпійська дисципліна)